# János Kender
Dans le nom hongrois Kender János  , le nom de famille précède le prénom, mais cet article utilise l’ordre habituel en français János   Kender, où le prénom précède le nom.
Ne doit pas être confondu avec János Kende.
Pour les articles homonymes, voir Kender.
János (Jean) Kender, né le 6 juillet 1937 à Baja, en Hongrie et mort le 5 décembre 2009 à West Palm Beach, en Floride, aux États-Unis, est un photographe hongrois.
Il est connu pour sa coopération avec son collègue et compagnon Harry Shunk sous le nom Shunk-Kender avec qui il a travaillé de 1957 à 1973 environ, d’abord à Paris, puis à New York,,,.

## Biographie
Avec Harry Shunk (1924-2006), il a photographié des artistes et leurs œuvres ainsi que les débuts du happening et de la performance. Parmi les artistes les plus notables figurent Yves Klein, Yayoi Kusama, Raymond Hains, Jacques Villeglé, Mimmo Rotella, Robert Rauschenberg, Bram Bogart, Arman, Niki de Saint Phalle, Vito Acconci, Joseph Beuys, Lee Bontecou, Trisha Brown, Alexander Calder, Christo et Jeanne-Claude, Merce Cunningham, Lucio Fontana, le groupe Gutai, Eva Hesse, Jasper Johns, Donald Judd, Yayoi Kusama, Joan Miró, Bruce Nauman, Barnett Newman, Nam June Paik, Michelangelo Pistoletto, Man Ray, Lou Reed, Jean Tinguely, Cy Twombly, Lawrence Weiner ou encore Andy Warhol.